# R. T. Layton
Robert Townsend Layton (* 16. April 1884 in Cambridge, England; † 3. November 1941 in Los Angeles, Kalifornien) war ein britischer Spezialeffektekünstler, der ein Mal für den Oscar für die besten Spezialeffekte nominiert war.

## Leben
Layton schuf 1937 die Spezialeffekte für die Hurrikan-Sequenzen bei dem von John Ford mit Dorothy Lamour, Jon Hall, Mary Astor gedrehten Filmdrama … dann kam der Orkan (The Hurricane).
Bei der Oscarverleihung 1941 war er zusammen mit Ray Binger und Thomas T. Moulton für den Oscar für die besten Spezialeffekte nominiert, und zwar für den ebenfalls unter der Regie von John Ford entstandenen Kriegsfilm Der lange Weg nach Cardiff (The Long Voyage Home, 1940) mit John Wayne, Thomas Mitchell und Ian Hunter in den Hauptrollen.